# 박수진 (1987년)
수진은 대한민국의 가수이다. 본명은 박수진이다. 2009년 햄 디지털 싱글 앨범 "Cherish The hope"로 데뷔하였다. 햄, 비비드걸로 활동했었다가 2014년 6월 잠정 해체로 보컬 트레이너로 활동 중이다. 소속사는 이연엔터테인먼트, 빅스타 엔터테인먼트이다.
학력
- 동아방송예술대학 영상음악과

## 앨범
- 2010년 알펜시아 로고송
- 2010년 So Sexy (Single)
- 2010년 프로포즈 (아이폰 테마) (Digital Single)
- 2012년 까불다가 (Single)